# Kinderorientierte Familientherapie
Die Kinderorientierte Familientherapie (KOF) grenzt sich klar von den Methoden und Ansätzen zum Einbeziehen von Kindern in die "klassische" Familientherapie ab und stellt vielmehr einen eigenen Ansatz, inkl. eines bestimmten Vorgehens sowie theoretischer Fundierung dar.
Wie in der Kindertherapie wird das Spiel als Ausdrucksform genutzt. Es wird als Spiegel realer innerer und äußerer Zusammenhänge verstanden. Analog zur systemischen Therapie wird der Fokus der Beobachtung und der Veränderung auf die Interaktion zwischen den Individuen und den Kontext gelenkt.

## Geschichte
Kinderorientierte Familientherapie wurde in den 1980er Jahren von dem norwegischen Psychologen und Kindertherapeuten Martin Soltvedt entwickelt.
Soltvedt experimentierte mit dem kindertherapeutischen Setting und entwickelte im Laufe der Zeit eine eigene Haltung für die Arbeit mit Kindern. Diese ist davon geprägt, Probleme und deren Lösungen aus Sicht des Kindes verstehen zu wollen, d. h. in der Regel auch vermittelt über das Spiel statt über die Sprache. Im Spiel wird versucht, das Verhalten des Kindes und seiner Eltern, also auch ihre Interaktion zu verändern, bzw. Veränderungen dort auszuprobieren. So kann sich das Kind auf seinem gewohnten Kommunikationsweg, dem Spiel, ausdrücken, wie dies in der Kindertherapie seit ihrer Entstehung genutzt wird.

## Vorgehen
Soltvedt hat einen idealtypischen Ablauf entwickelt. (Reiners, 2013)
1. Vorgespräch mit den Eltern
2. Erste Spielsequenz nur Therapeutin und Kind (ca. 15 min) (Im Vergleich zur "klassischen" Spieltherapie ist die Therapeutin sehr viel aktiver.)
3. Auswertung dieser Sequenz anhand der Videoaufnahme mit den Eltern  Wenn der Kontakt hinreichend gelungen ist weiter mit Schritt vier, sonst werden Schritt zwei und drei wiederholt.
4. Erste Familiäre Spielsequenz mit der Therapeutin
5. Auswertung dieser Sequenz anhand der Videoaufnahme mit den Eltern
6. Wiederholung von Schritt vier bis fünf, bis auf Spielebene der Kontakt gut gelingt – und dieses Gelingen in den Alltag übertragen werden kann.